# オオバハタリス
オオバハタリス (Spermophilus fulvus) は、哺乳綱ネズミ目（齧歯目）リス科に分類されるジリス（ハタリス）の1種。

## 分布
カザフスタン、ウズベキスタン、トルクメニスタン、アフガニスタン、イラン、新疆ウイグル自治区
カスピ海およびヴォルガ川の西部から、カザフスタンの中央部を通り、バルハシ湖に至る範囲に分布する。

## 分類
3亜種が確認されている。
- Spermophilus fulvus fulvus - カスピ海およびアラル海周辺
- Spermophilus fulvus hypoleucos - イラン北東部
- Spermophilus fulvus oxianus - 本種分布域の南部に見られる

## 形態
オスは、頭胴長284.3ミリメートル、尾長85.4ミリメートル、メスは、頭胴長224ミリメートル、尾長71.4ミリメートル。体重は、290-596グラム。被毛は、表面の保護毛は茶色がかった金色で、下毛は淡灰色。

## 生態
砂漠または半砂漠に生息する。食性は、主に草食性で、砂漠の植物の根茎や塊茎を食べる。縄張りと巣穴を持ち、9月中旬から翌年の5月中旬まで冬眠する。使われていないオオスナネズミ Rhombomys opimus の巣穴に住み着くこともある。この地域の腺ペストを媒介する齧歯類の1種。少なくとも7種のコクシジウム（アイメリア属）が本種から報告されている。